# Ерік Лінкар
Ерік Лінкар (рум. Erik Lincar, нар. 26 січня 1979, Орадя) — румунський футболіст, півзахисник.
Насамперед відомий виступами за клуб «Стяуа» та національну збірну Румунії.

## Клубна кар'єра
Народився 26 січня 1979 року в місті Орадя. Юнаком привернув увагу скаутів французького клубу «Бордо». Протягом 1996–1997 перебував у молодіжній команді цього клубу, втім шансу пробитися до дорослої команди не отримав і повернувся на батьківщину.
У дорослому футболі дебютував 1997 року виступами за бухарестську команду «Стяуа», в якій провів п'ять сезонів, взявши участь у 105 матчах чемпіонату. Більшість часу, проведеного у складі «Стяуа», був основним гравцем команди.
Згодом з 2002 по 2006 рік грав у складі команд грецьких клубів «Панатінаїкос» та «Акратітос», а також в Росії за пермський «Амкар».
Завершив професійну ігрову кар'єру на батьківщині, протягом 2006—2007 років грав у клубі «Націонал», згодом виступав за декілька маловідомих команд.

## Виступи за збірну
1999 року дебютував в офіційних матчах у складі національної збірної Румунії. Протягом кар'єри у національній команді, яка тривала усього 2 роки, провів у формі головної команди країни 5 матчів.
У складі збірної був учасником чемпіонату Європи 2000 року у Бельгії та Нідерландах.

## Досягнення
- Чемпіон Румунії (2):

«Стяуа»: 1997-98, 2000-01
- Володар Кубка Румунії (1):

«Стяуа»: 1998-99
- Володар Суперкубка Румунії (2):

«Стяуа»: 1998, 2001